# Gryningens svärd
Gryningens svärd (org. The Sword of the Dawn), ISBN 91-7898-191-3, är en fantasyroman från 1968 (första svenskspråkiga upplaga 1992) av Michael Moorcock.